# Historia del pueblo tuareg
Los tuareg son un pueblo nómada que ha poblado el Sáhara y el Sahel, que ha carecido de unidad política a lo largo de su historia y que ha mantenido luchas con las naciones vecinas y entre sí, siendo su principal actividad económica el pastoreo de camellos y cabras y la escolta o el saqueo de las caravanas que atravesaban el desierto. 

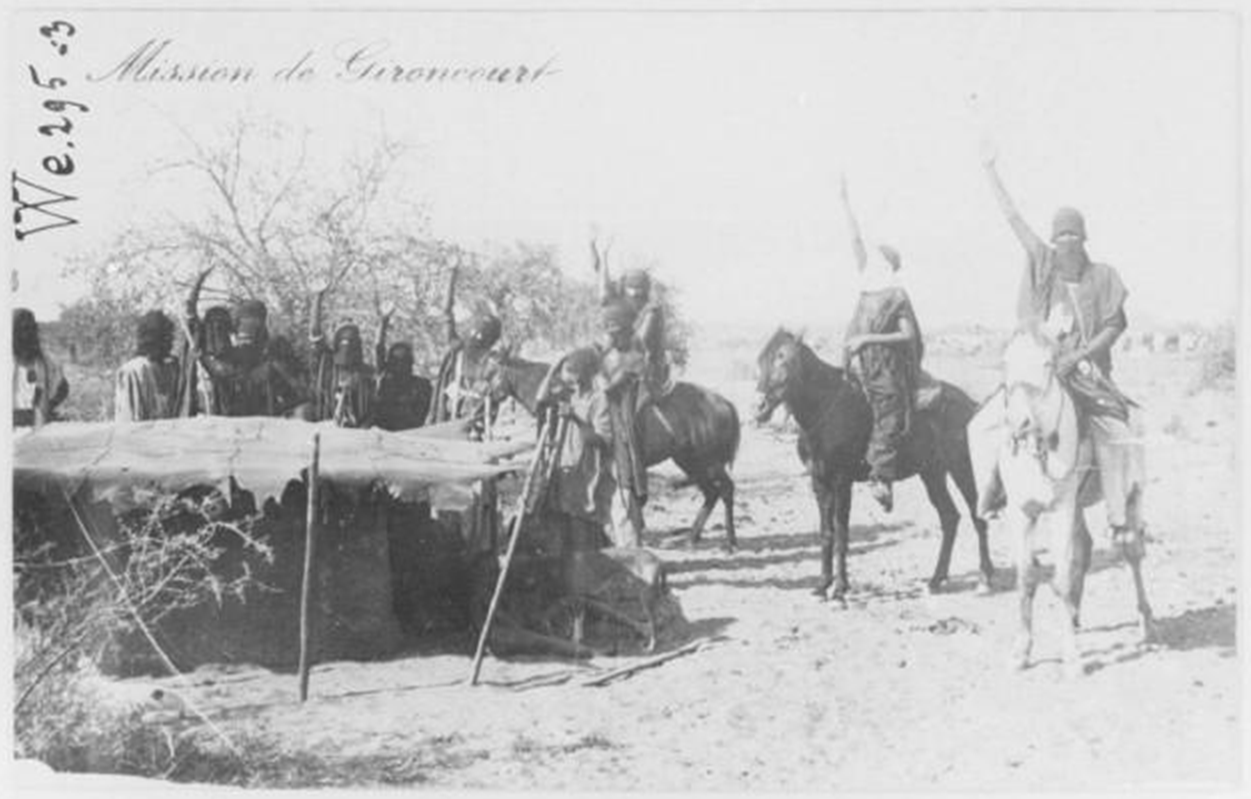
Grupo de Tuareg Kel Ewey en Níger saludando a cámara, 1908-1912

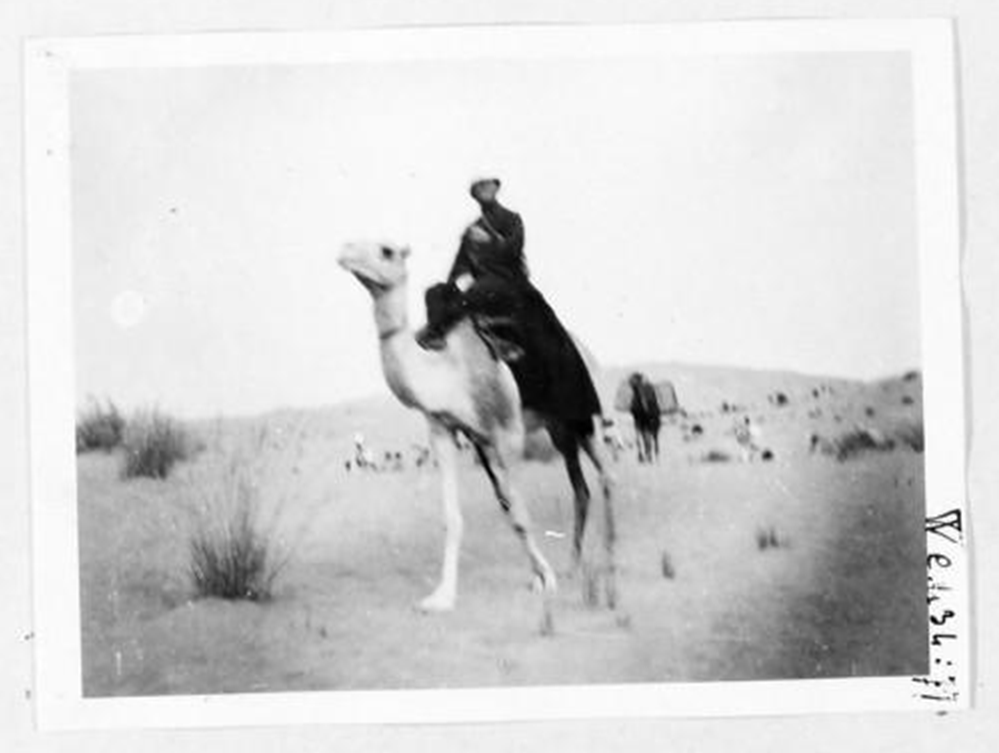
Tuareg a lomos de mehari. 1898-1900

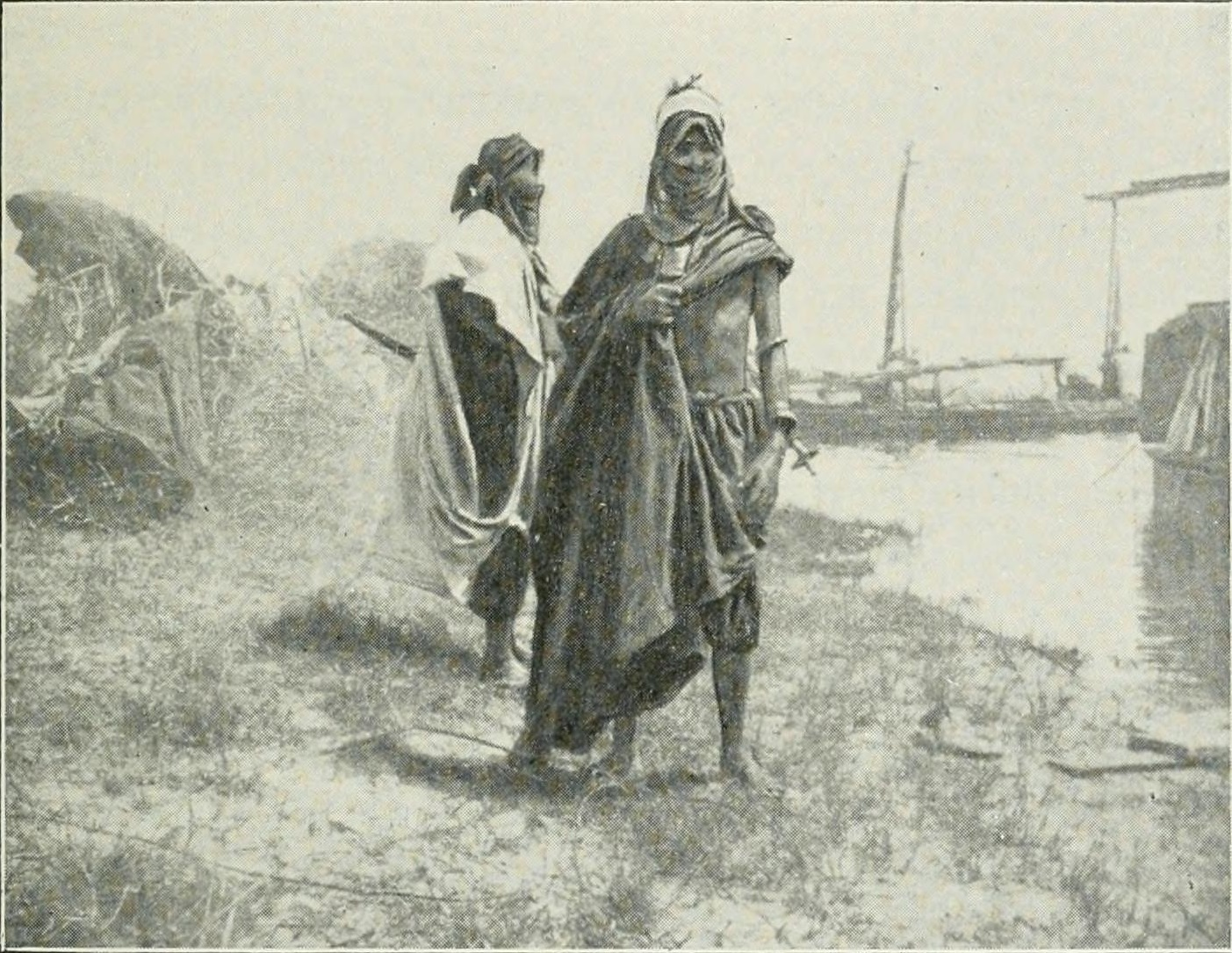
Tuaregs en la curva del Níger, retratados por la misión del teniente de navío Émile Hourst, 1896

## Origen de los tuaregs

Rutas de caravanas en el Sáhara occidental entre el 1000 y el 1500

Los tuaregs son originarios del norte de África, al igual que el resto de bereberes. Se asume que fueron estableciéndose en el Sáhara penetrando de norte a sur hasta alcanzar el río Níger, estando limitado su territorio al este por el lago Chad y al oeste por la provincia de Tombuctú. En el siglo XI son identificados como pueblo diferenciado por los viajeros árabes, que documentan el uso del tagelmust entre los miembros masculinos. Para esta época se hallaban islamizados.
Aunque eminentemente nómadas, en el siglo XIV pobladores tuareg se habían establecido en Tombuctú, ciudad por cuyo dominio lucharán durante épocas sucesivas contra el imperio de Malí, el imperio songhai, los pachás vasallos de Marruecos, el imperio colonial francés, o en épocas recientes, contra el gobierno del estado de Malí.

### Mestizaje
A la llegada al Sahel, se mezclaron con grupos negroides, si bien se asume que esta mezcolanza genética se realizó principalmente con esclavos sudaneses o haratin, antes que por enlaces con grupos de individuos libres. Esta mezcla es claramente apreciable hoy día entre los tuaregs meridionales que habitan Malí o Níger, si bien el targui no mestizo es muy infrecuente incluso en el norte.

### Teoría de poblamiento planificado
Se ha teorizado que el poblamiento del Sáhara por parte de los tuaregs no fue un proceso espontáneo de expansión de un pueblo nómada, sino fruto de la estrategia de dominio de las rutas caravaneras por parte de la dinastía Ibadí reinante en el Fezán. 
Así el emplazamiento primero de los Kel Ahaggar en el Hoggar durante el siglo XI, y el de los Kel Gress y Kel Air en las montañas de Air y el Agadez en el siglo XII responderían a un plan de asegurar el tránsito comercial al reino con capital en la hoy en ruinas Zawilah, amenazado por el Imperio Kanem en el este, y por los Masufa Almorávides en el oeste. La segunda población sería numérica y estratégicamente más importante, pues existía una pugna sobre la ciudad de Takedda, hoy Azelik en Níger.
La caída del Fezzan a manos de Kanem en el siglo XII habría supuesto que los grupos bereberes de composición Hawwara habrían obtenido la independencia política frente a la conquistada metropolí, y con el tiempo habrían constituido confederaciones de tribus sin dependencia alguna respecto a los señores de su tierra de origen, el Fezán y Tripolitania, regiones de la actual Libia.

## Actividades económicas históricas

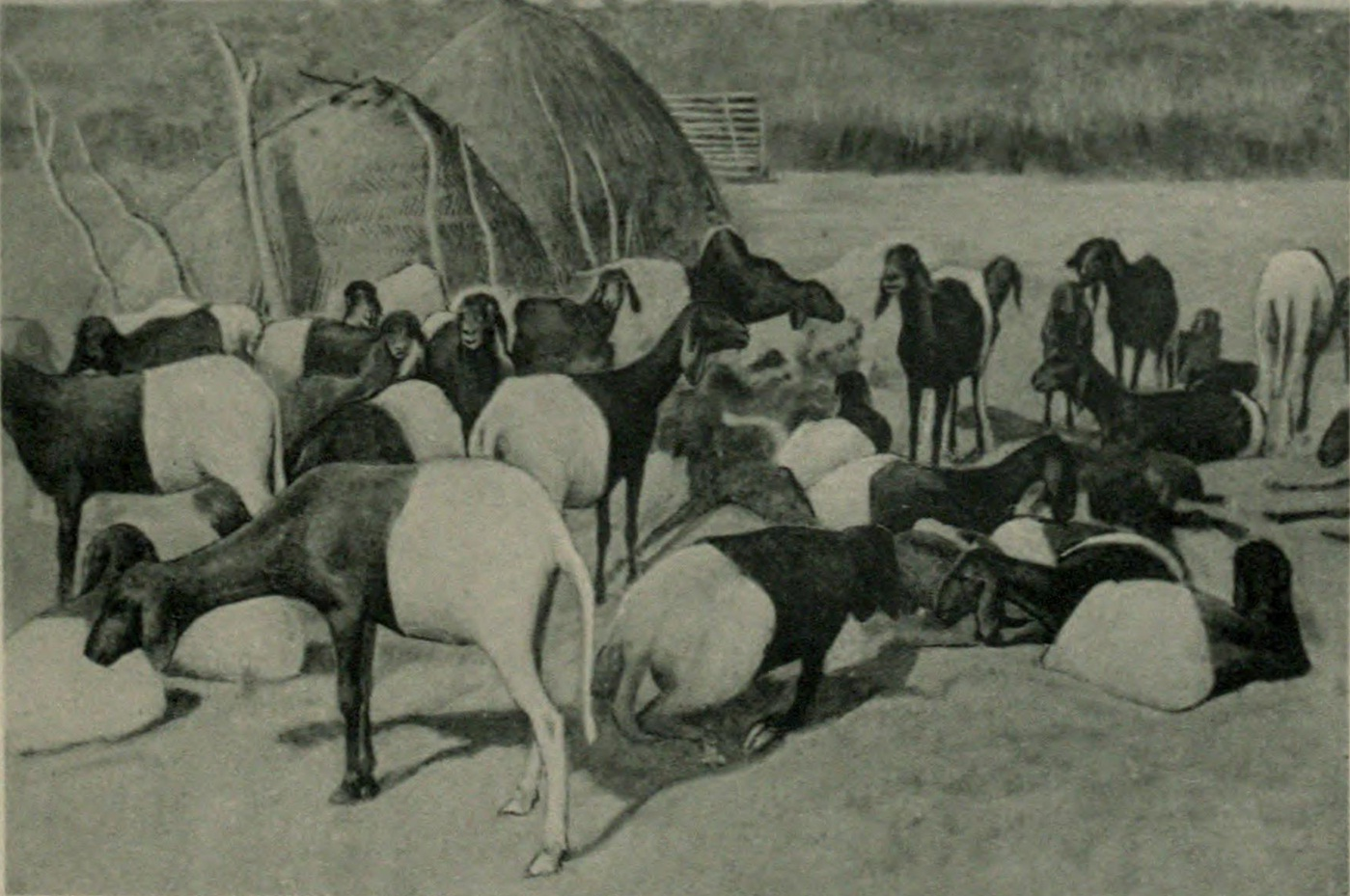
Ganado ovino tuareg en el antiguo Sudán francés, actual Malí, 1912

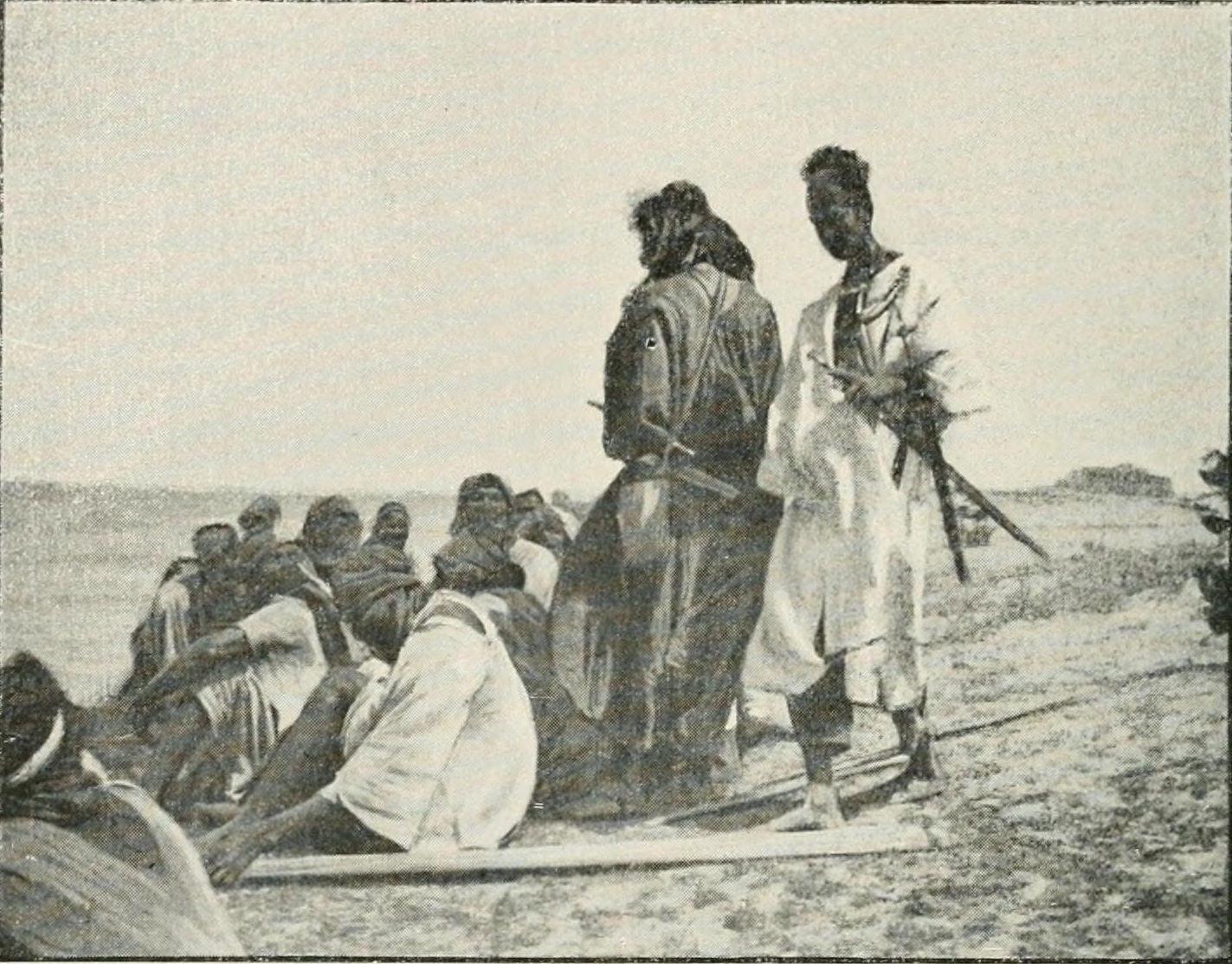
Grupo tuareg en la ribera del río Níger, retratados por la misión del teniente de navío Émile Hourst, 1896

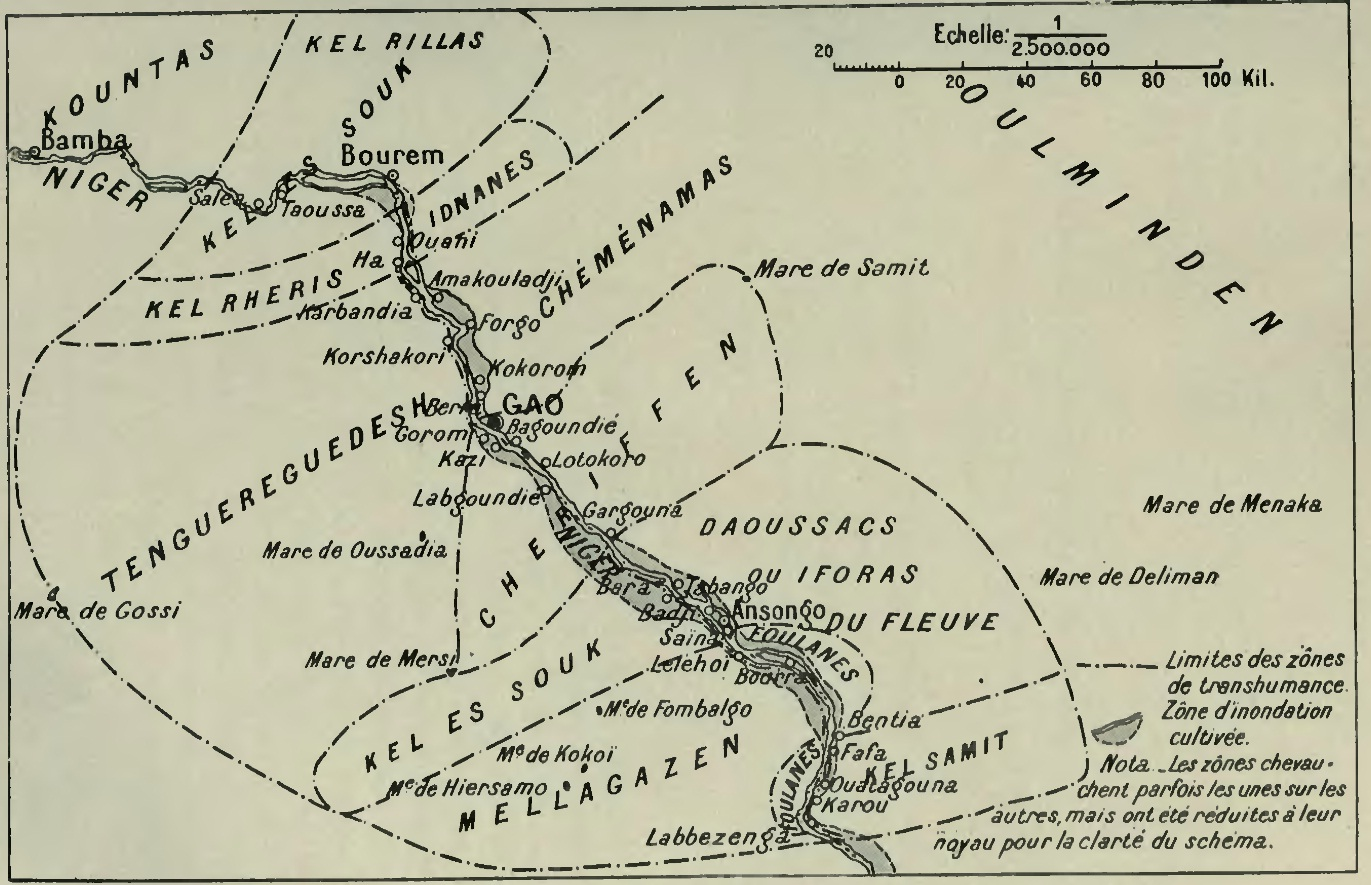
Zonas de pastoreo tuareg y peuhl-fulani en el círculo de Gao 1901-1911

### Pastoreo
La principal actividad económica desarrollada por los tuaregs a lo largo de la historia ha sido el pastoreo de camellos, cabras y ovejas, animales muy adaptados a la vida en condiciones áridas, si bien también han criado asnos, caballos y vacas, estos últimos, donde las condiciones lo permitían. Así los Hoggar y Ajjer no tenían vaca alguna, y los Udalan, que habían llegado al norte de la actual Burkina Faso a finales del siglo XVIII, basaban su economía en el ganado vacuno.

### Agricultura
En la mayor parte del territorio tuareg la agricultura era difícil, cuando no inviable como en el caso de los pobladores del Hoggar y el Ajjer. En las montañas de Aïr existían pequeños jardines cultivados con agua de pozos profundos extraída por tracción animal y en las zonas inundables de los márgenes del Níger, llegaron incluso a practicar el cultivo del arroz, trabajo que ejecutaban la casta de siervos iklan –nombre Tamasheq– o bellah –apelativo songhay– mientras sus amos trashumaban sus rebaños.

### Caravanas
El comercio de sal, oro y esclavos desde el golfo de Guinea a las costas del norte de África –rutas que continuaban hasta Europa– desde Marruecos a Egipto y al Mar Rojo se efectuó hasta el siglo XIX fundamentalmente mediante caravanas de dromedarios que atravesaban el Sáhara. Si bien los portugueses habían ido estableciendo puestos comerciales en Guinea, no fue hasta el establecimiento de las colonias británicas y francesas que el grueso de las mercancías de la zona pasó a ser transportada por vía marítima, si bien el comercio con los árabes prosiguió por las rutas a través del desierto.
En Tombuctú, Gao y otros puntos meridionales de la ruta occidental, los sucesivos dominadores locales imponían peajes a los caravaneros por el tránsito de sus grandes mercancías. Los tuaregs imponían a los caravaneros un peaje indirecto, mediante la obligación de contratar un determinado número de ellos como escoltas. En el caso de negarse a la contratación del servicio o no realizarse el pago, la caravana era saqueada. 

### Pillaje
El pillaje fue otro método para procurar la adquisición de bienes. En la jerarquizada sociedad tuareg, el pillaje estaba fuertemente regulado, existiendo un estricto código de honor guerrero. El saqueo procuraba prestigio siempre y cuando se realizara de acuerdo con las normas tradicionales, que acabaron derivando en una suerte de derecho consuetudinario. 
Se podía saquear incluso a tribus de la misma confederación, teniendo los afectados derecho a reclamación, llegando los atacantes a devolver parte de lo robado. Estas acciones se llevaban a cabo con una mínima violencia, no permitiéndose la violencia contra mujeres. Caso distinto era el de ataques a poblaciones no tuareg, llegando el caso al desenfreno frente a naciones consideradas enemigas.

### Comercio
Amén de las exacciones a caravaneros y saqueos a vecinos, los tuaregs comerciaban amistosamente, siendo los principales bienes a adquirir productos alimentarios como los dátiles –de larga durabilidad y alto poder nutricional– cereales como el mijo y el sorgo, o bienes como armas, tejidos o utensilios metálicos.

### Producción de bienes
Si bien la mayoría de productos debían ser adquiridos, como los tejidos con los que confeccionaban sus ropas o el menaje de sus tiendas, los tuaregs llegaron a producir instrumentos de metal, con el que fabricaban armas, si bien, en el caso de las espadas, la mayoría –al menos las hojas– eran de producción extranjera.

## Pueblo guerrero

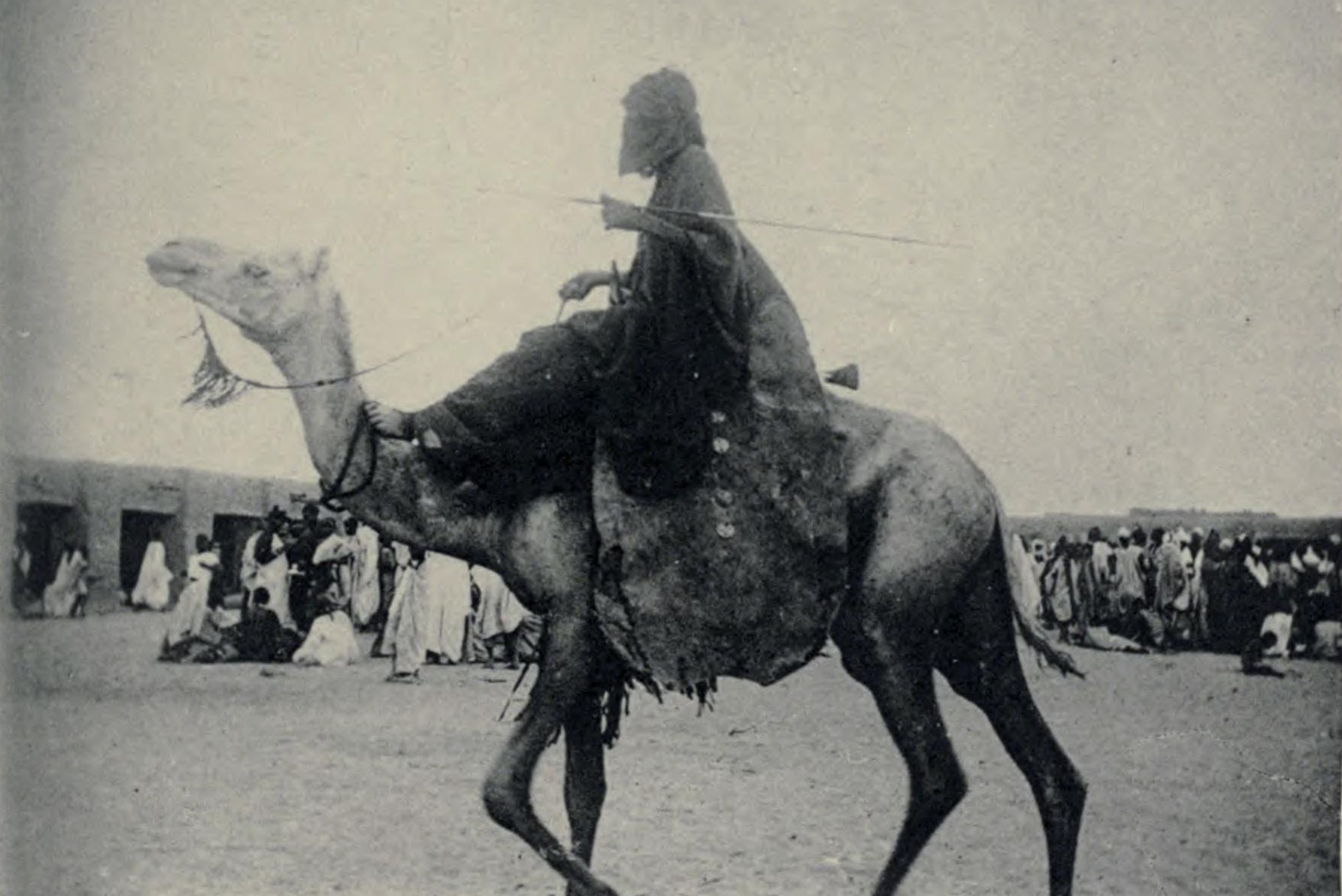
Guerrero tuareg a camello, hacía 1912, en territorios del actual Malí.

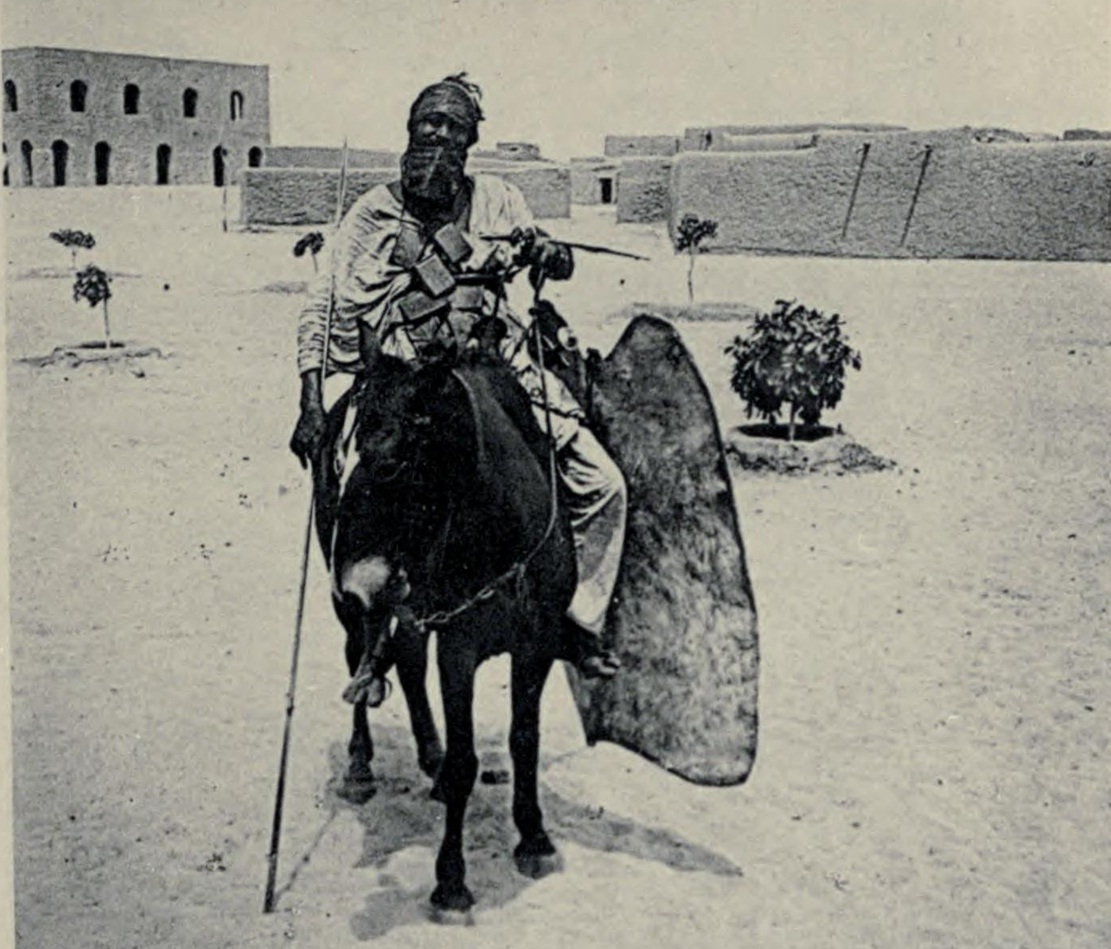
Guerrero tuareg a caballo con su lanza de hierro y su escudo de piel de kirafa, hacia 1912 Malí

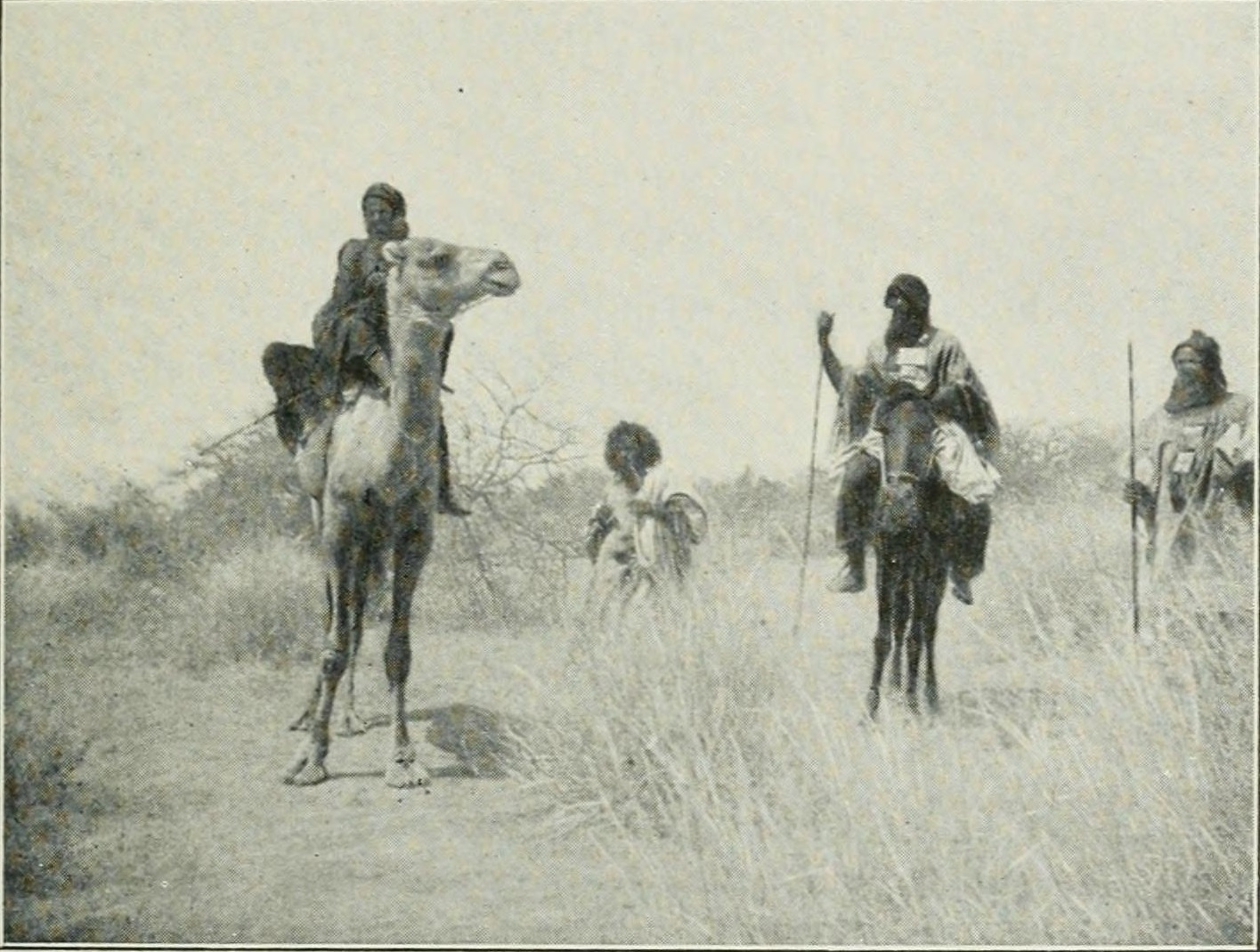
Tuareg a camello, moro a pie, tuareg a caballo, tuareg a pie, ribera del Níger, retratados por la misión del teniente de navío Émile Hourst, 1896

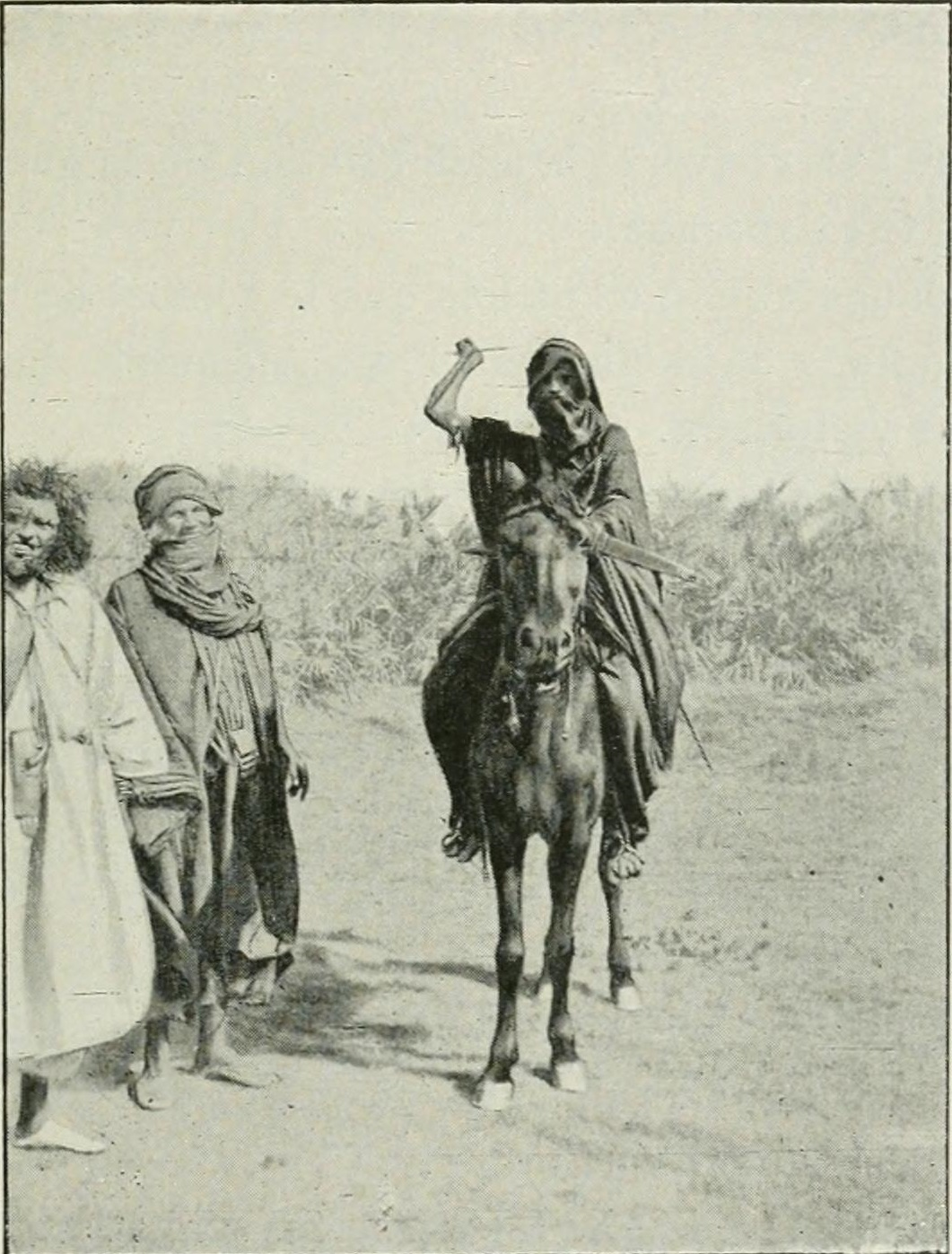
Tuareg a caballo en la ribera del Níger retratado por la misión del teniente de navío Émile Hourst, 1896

Los tuaregs adquirieron prestigio como guerreros en época temprana, teniéndolos en consideración los pueblos vecinos árabes o negros. Entre ellos mismos, las tribus e individuos más dotados para las artes marciales tenían mayor reputación. Armados de lanzas y dardos o jabalinas, arcos y flechas, escudos y su famosa y difundida espada takouba, cargaban frontalmente a lomos de sus mehari entonando cánticos y gritando.
Esta forma de lucha, con un componente ritual importante, tuvo durante siglos gran éxito. Debido al conocimiento del terreno en el que se desplazaban, y a su estilo de vida nómada, podían movilizarse, atacar, saquear y esfumarse con gran rapidez. Esta forma de lucha tendría que ser replanteada frente a las tropas coloniales francesas armadas primero con fusiles de cerrojo y cartucho metálico con carga de pólvora negra modelo Gras y después con fusiles de repetición y cartucho con pólvora sintética modelo Lebel.
Reunir a 1500 o 2000 guerreros era prácticamente una hazaña. Por un lado, la población total era escasa y la densidad baja, y por otro, era difícil mantener unidos a tan alto número de hombres y monturas siendo la presión que ejercían sobre el terreno alta y los recursos –agua y pastos– escasos. Tampoco había una concepción de la guerra como algo perdurable y continuo, sino como algo pasajero; una acción aquí o allí era algo asumible, un conflicto prolongado como el que podía afrontar un ejército profesional era difícilmente sostenible.
Aun así, hubo intentos en ese sentido, como el liderado por el Ikazkazen Kaosen en Níger contra los franceses, pero su estrategia moderna, amén de chocar con los valores tradicionales de su pueblo, era insostenible en términos de bajas. Kaosen acabó muriendo en 1917 a manos de los turcos en Libia.

### La espada Takouba
La espada tradicional tuareg, todavía en uso en la década de 1980, y hoy fundamentalmente reservada para festividades y ceremonias, fue una espada de hechura europea que se introdujo en la región durante la segunda mitad del siglo XIV. En principio importada por mercaderes árabes y fabricada en Italia, España y Alemania, sería también fraguada por forjadores tuareg, si bien la mayoría de ellas continuaría procediendo de Europa hasta el siglo XIX, fundamentalmente de las fábricas espaderas de Solingen.

### Armas de fuego

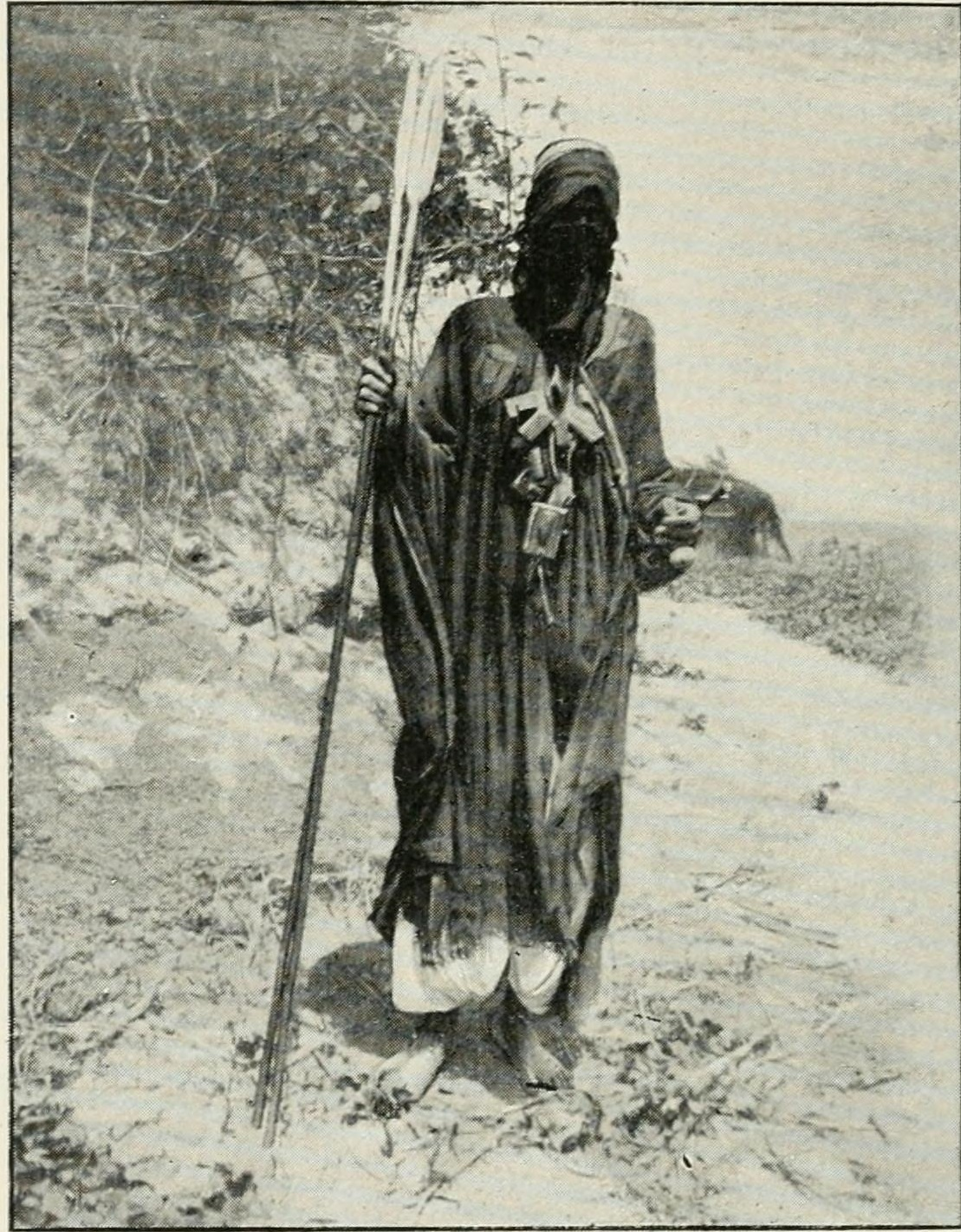
Guerrero tuareg en la ribera del río Níger en 1894

Se asume que la primera irrupción importante de armas de fuego en el Sáhara se produjo con la expedición del morisco Yuder Pachá contra el imperio Songhai en 1591, y que más tarde o más temprano los tuaregs adoptarían las armas de fuego. Sin embargo, las expediciones francesas de mediados del siglo XIX, indicaban que el número de armas de fuego era escaso en conjunto, habiendo disparidad entre tribus, y que la preferencia generalizada era el uso de estas armas en la caza y no en la guerra.
Estas armas referenciadas por los primeros expedicionarios eran en su mayoría espingardas y viejos fusiles con llave de piedra, con algunos ejemplares de más modernos fusiles de percusión de fabricación inglesa. 
El comandante Émile Auguste Léon Hourst, tras su misión en Níger realizada entre 1895 y 1896, publicó un libro sobre su expedición, indicando que otorgando cien o doscientos fusiles de percusión debidamente modificados para que sólo pudieran usar cápsulas fulminantes específicas suministradas por los franceses, la tribu a la que proponía se le entregase, los Aoulliminden serían invencibles, y además, dependientes de las autoridades francesas.
En 1902, en la batalla de Tit en el Hoggar, cayeron muertos 93 tuaregs de un total de 300, y se recuperaron 83 fusiles, lo que indicaba que los nómadas, si bien no estaban completamente armados a la europea, y sus armas podían ser de una generación anterior, no combatían ya mayoritariamente con sus armas tradicionales.  
En todo caso, los tuaregs respondieron con rapidez ante el desafío tecnológico que les supuso la irrupción en sus tierras de las tropas francesas armadas con modernos fusiles, y pronto adquirieron armas modernas de los caravaneros, así como realizaron expediciones específicas frente al pachá turco de Trípoli para pertrecharse. Durante la rebelión tuareg de 1916 buena parte de los targui estaban equipados con fusiles de cerrojo adquiridos principalmente en Libia durante el periodo de lucha contra los invasores italianos.

## Colonización francesa. El avance desde el Sudán

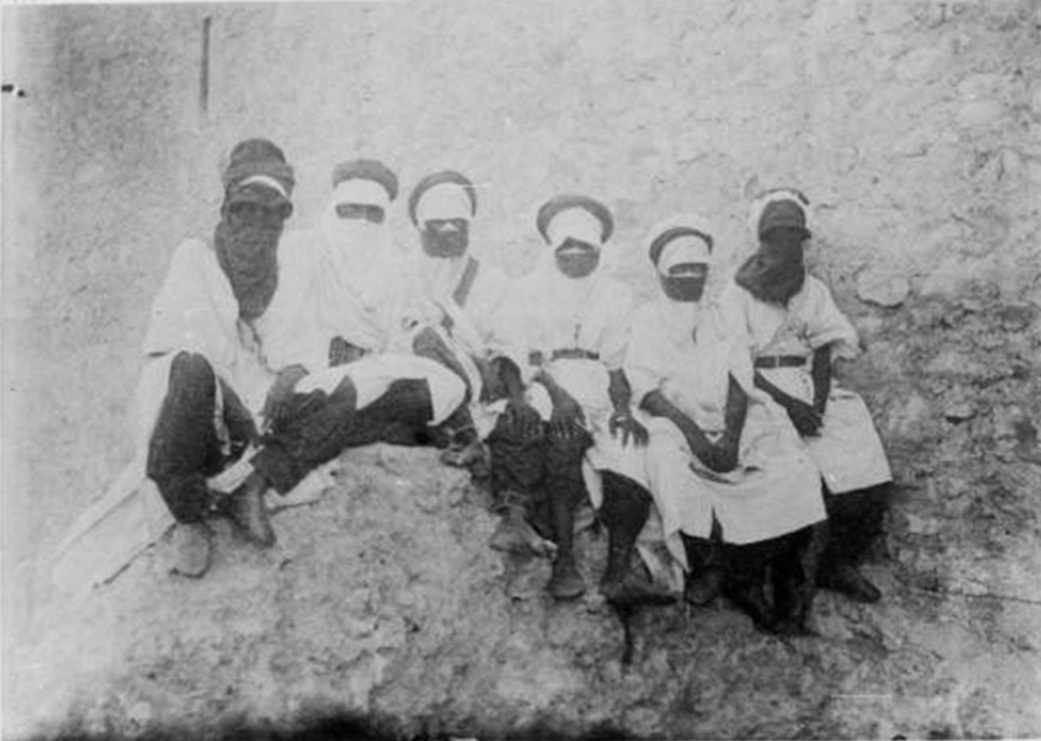
Tuareg prisionieros en el fuerte de Hassi Inifel, Argelia (1888)

Tombuctú era el enlace entre el Sudán –país de los negros– y el Sahara. Desde Sansanding en la región de Segú hasta Koriumé el tráfico se realizaba en grandes piraguas, y en esta última población –puerto de Tombuctú– los tuaregs imponían a los piragüeros impuestos por el comercio. De Sansanding a Bamako, debido a la existencia de rápidos difícilmente franqueables para las grandes piraguas, el tráfico se hacía mediante porteadores o a lomos de mulas, asnos o bueyes.
Los franceses habían entrado en lo que hoy es la mitad sur de Malí remontando el río Senegal y estableciendo un puerto fortificado en la población ribereña de Medine en 1863. No obstante esta entrada, no fue hasta 1879 que se inició un proceso de colonización de la región denominada entonces genéricamente Sudán, organizada después como territorio del Alto Senegal Níger, y desde 1899 englobada junto a Costa de Marfil y Benín en la colonia del Sudán francés.

### La flotilla del Níger: la toma de Tombuctú (1894)
En febrero de 1883, los franceses tomaron Bamako. A pesar de que había gran interés en descender el río Níger y asegurar su dominio mediante el establecimiento de puestos fortificados ante la previsible incursión británica que remontaría el río desde el delta en la colonia de Nigeria, las autoridades francesas se concentraron en someter los distintos reinos, como el imperio de Samory Touré antes de ejecutar un avance por el río. No obstante esta priorización de objetivos, se invirtió una gran suma de dinero y tiempo en transportar a pie una chalupa desmontable construida en París desde Kayes a Bamako, donde sería montada y equipada como la cañonera Niger. Con esta embarcación artillada se realizaron diversas expediciones de exploración descendiendo el río a cargo del teniente de navío Caron. En 1887, se trae una nueva cañonera a vapor desde Kayes, la Mage, que sumada a la precedente y a las barcazas de transporte, algunas de ellas equipadas con ametralladoras revólver Hotchkiss, constituiría la flotilla francesa del Níger. Con estas embarcaciones, los sucesivos comandantes de la flota, tenientes de navío Davoust y Jayme, realizaron expediciones de exploración hasta alcanzar Koriumé, encontrándose con recepciones hostiles por parte de los tuaregs.
En 1893, más audaz o más inconsciente que sus predecesores, el teniente de navío Boiteux, al mando de las dos cañoneras y dos barcazas parte rumbo a Tombuctú sin conocimiento del jefe militar de la zona, teniente coronel Bonnier, que se hallaba en campaña contra Samory. El 5 de diciembre, aprovechando la crecida del Níger, junto a su segundo, el alférez de navío Aube y 18 laptops –infantería de marina indígena– y las dos barcazas a las que han equipado con cañones revólver sacados de las cañoneras, ponen rumbo a Tombuctú, donde desembarcan y montan dos fortines cada uno artillado con un cañón revólver. Estando las cañoneras en Kabara, el alférez Aube mantiene el aprovisionamiento de sus puestos con las barcazas, pero en una de sus expediciones es muerto junto a 19 hombres. Los tuaregs tienen tomado el camino, y Boiteux está aislado con 18 hombres en una ciudad de 8000 habitantes. 
El teniente coronel Bonnier, regresando de su campaña contra Samory, y teniendo noticia de la marcha de Boiteux, organiza una fuerza de socorro, que divide en dos grupos, uno al mando del comandante Joffre, que marchará por tierra, y otro a su cargo, que marchará a bordo de 300 piraguas con la artillería desmontada. Desciende el río en 9 días, y llegando a Tombuctú, refuerza la exigua presencia francesa, transformando los dos puestos en dos fuertes. A partir de aquí inicia una campaña –improvisada– de toma de puestos, disponiendo guarniciones en Kabara, Goundam y Mékoré. En una de las salidas, en Tacoubao, junto al lago Faguibine, es muerto junto a 11 oficiales, 3 suboficiales y 69 tirailleurs en un ataque a manos de los tuaregs Tenguereguif. El ascendido a teniente coronel Joffre, se hace cargo de las fuerzas francesas, e inicia una campaña contra todas las tribus tuareg de los alrededores de Tombuctú. Lleva a cabo alguna masacre; los Irregenaten y los Igauadaren optan por la sumisión, mientras que los Kel Antassar buscan refugio entre los Iguellad. Hacia junio de 1894 el dominio francés de Tombuctú se había consolidado, a pesar de las pérdidas sufridas. 
Las distintas tribus tuareg comenzaron entonces un periodo intermitente de resistencia frente a la colonización, que no acabaría hasta 1922.
Con los Iguellad y los Kel Antassar se mantendrían diversos combates en 1895, consiguiendo los militares franceses la sumisión de ambos, la de los últimos, en enero de 1896, consiguiendo el dominio del eje Goundam-Tombuctú.

### Ocupación de los márgenes del Níger (1897-1900)

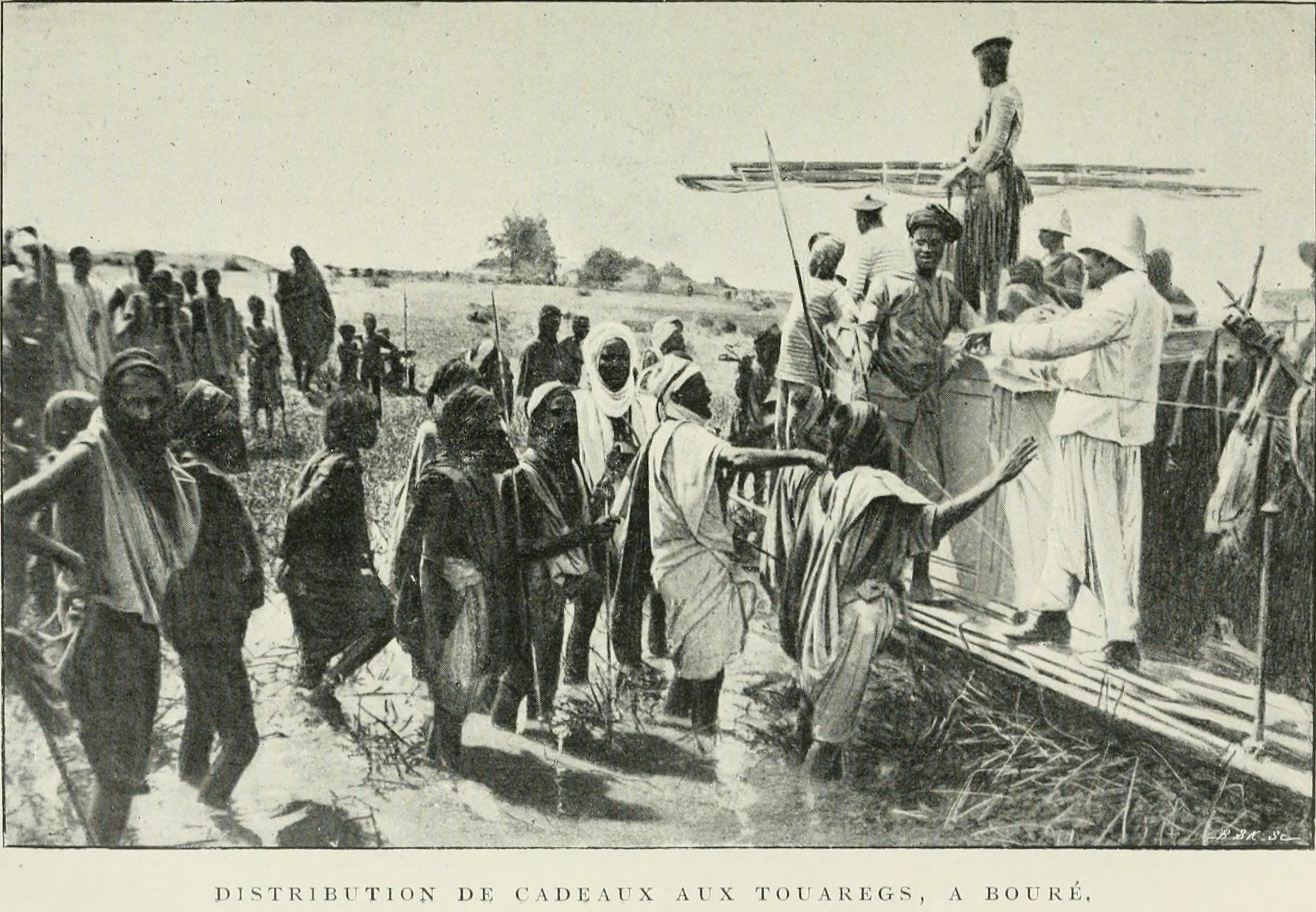
Distribución de regalos a los tuaregs en Bouré por la misión del teniente de navío Émile Hourst, 1896

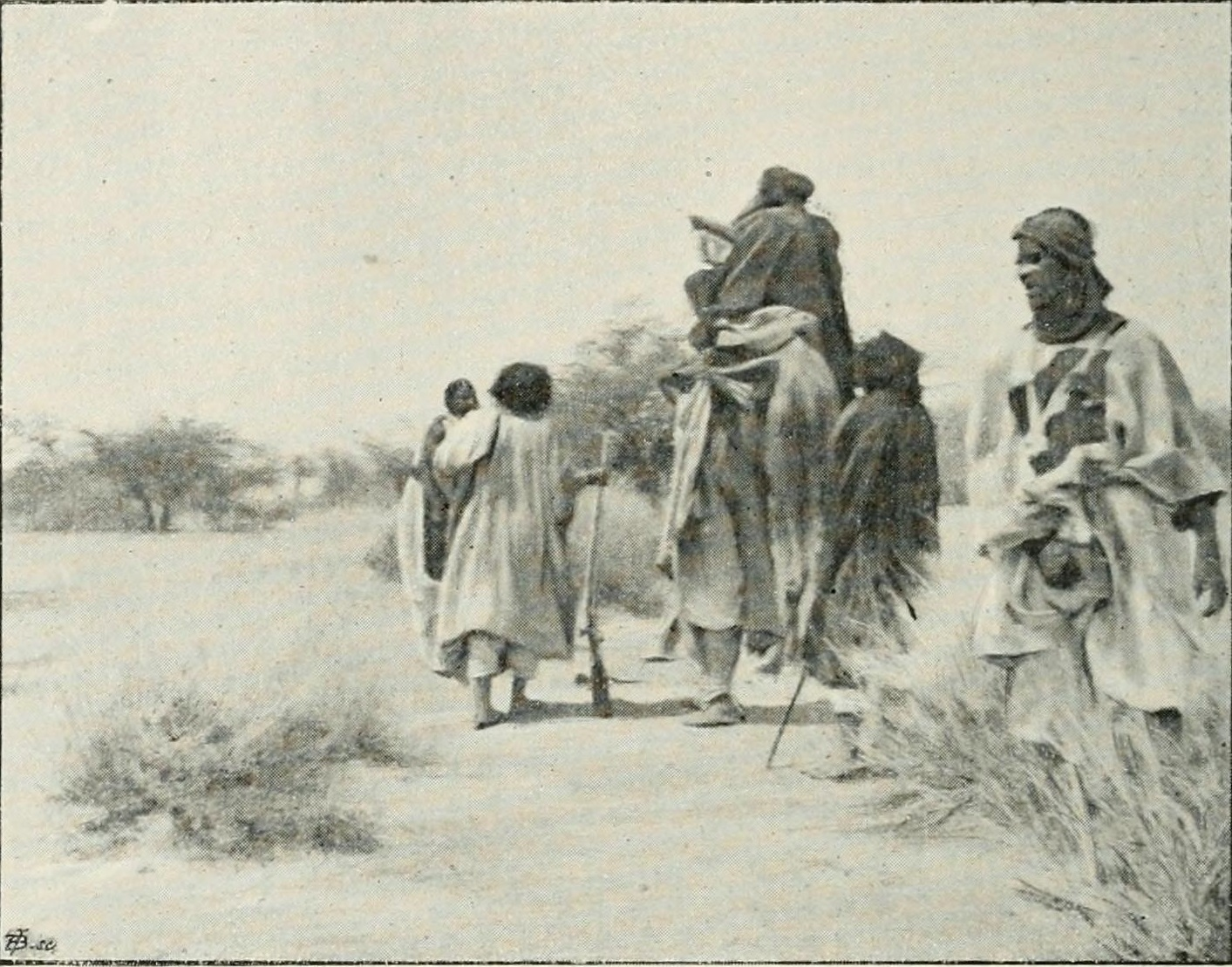
Tuaregs en la curva del Níger, retratados por la misión del teniente de navío Émile Hourst, 1896

La otra esquina de la curva del Níger fue explorada por el teniente de navío Hourst en una expedición entre 1895 y 1896 contactando con numerosas tribus tuareg de las orillas del río. En 1897 se realiza una nueva misión de reconocimiento, la cual obtiene a nivel diplomático algún éxito, como el tratado de comercio con los Aouellimiden y permiso de navegación de la confederación ribereña. 
No obstante este acuerdo, a las autoridades francesas les llega la noticia de que los Kel-es-Souk, los Kel Tabankort, los Tingueregedesh y los Kel Bouroum se han coaligado para marchar contra Tombuctú. Organizan los colonizadores en junio una fuerza compuesta por 95 tiraillerus y 45 spahis que halla a los guerreros reunidos al oeste del campamento de los Cheriffen Rhergo, siendo muertos 29 de los spahis y sus dos oficiales. 
En septiembre de 1897 se lanza una fuerza de 400 infantes y un cañón de montaña de 80mm y una segunda fuerza con una compañía en barcazas apoyados por una de las cañoneras y fuerzas de caballería. Llegan a la villa de Gourzai donde muertos la mayoría de guerreros, la población es sometida.
En 1898 se organiza una nueva fuerza que avanza hacia Bourem –la flotilla con las dos cañoneras y las barcazas más infantería, artillería y caballería– haciendo huir a los tuaregs hacia Gao e incautando entre 5000 y 6000 ovejas. Los Igouadaren se someten a Francia.

## Colonización francesa. El avance desde Argelia

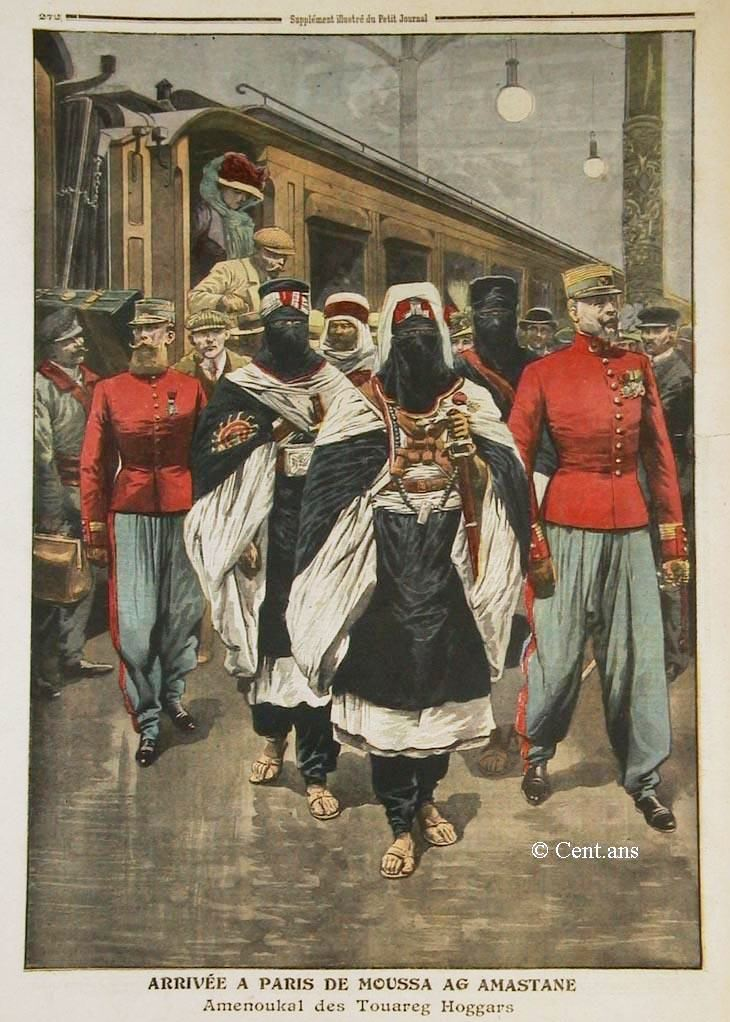
El jefe tuareg Moussa Ag Amastan llegando a París (1910).

La penetración francesa en los territorios de los tuaregs del norte tiene como inicio la toma de In Salah en 1900. A partir de aquí se iniciará una conquista basada en la construcción de fuertes en los oasis y puntos con pozos de agua y el patrullaje de las compañías saharianas a lomos de mehari.

## Demografía histórica

### La población tuareg en el Sahel en tiempos coloniales [1895-1960]
La población nómada era baja, en las zonas semidesérticas del Sahel la densidad era de 1,5 hab/km², mientras que en las zonas saharianas la densidad bajaba a 0,16 habitantes por kilómetro cuadrado a principios del siglo XX.  
En los territorios del Alto Senegal - Níger, que comprendía los actuales territorios tuareg en Malí y Burkina Faso, se calculaba en 1912 una población de 57.000 tuaregs, 8000 de ellos en la zona sahariana, y el resto, en los círculos de Timbuctú, Hombori, Niafunké y Dori.
La ocupación francesa produjo cambios importantes, tanto en el computo total, como en la estructura de la población de aquellas federaciones que se enfrentaron a las autoridades coloniales y que fueron duramente reprimidas en el periodo 1916-1920. Llegaron a perder hasta el 20% de la población, pérdida que se vio acentuada en las castas nobles por ser aquellas las que tradicionalmente encabezaban los combates. En 1960 se consideraba que esta pérdida de población en las tribus nobles aún no se había recuperado dada la renuencia de las mujeres a contraer matrimonio con miembros de otras castas.
En la región del Aïr, en Níger, la población tuareg, que en el censo de 1913 era de 25.872 personas, se había reducido en 1920 a 20.804, un 20% de la población víctima de la guerra y de la represión, pero también de la hambruna desencadenada por la sequía de 1913-1914. La reducción afectó notablemente a las tribus de casta noble, siendo para la década de 1950 en torno al 1% de la población tuareg en el oeste de Níger.
La represión, en cambio, propició la emancipación de algunos grupos de siervos iklan-bellah, ya en 1917, que aprovecharon para prosperar económica, social y demográficamente. 

#### El censo de 1929
En los territorios del África Occidental Francesa se llevó a cabo un censo de la población de los distintos territorios en los cuales se anotó la etnia:
- En Alto Volta, actual Burkina Faso, la población era de 11.660 tuaregs que vivían en la demarcación de Oudalan. Suponían el 0,38% de la población del territorio de la colonia.
- En el Sudán francés, actual Malí, la población tuareg era de 123.412 personas, que suponían el 4,7% de la población total de la colonia.
- En el la colonia de Níger, se censó una población de 138.924 tuaregs o bellahs, que suponían el 9,42% de la población total del territorio.

### La población tuareg en el Sahel independiente [1960-1980s]

#### Alto Volta
En 1973 había unos 3.000 Kel Tamaschek o tuaregs 'libres', que no descendían de esclavos, y 31.000 iklan o bellah descendientes de esclavos.

#### Níger
La población tuareg en Níger era en 1962 de 287.123 (10,8% de la población). En 1972 se estimaba en unos 465.000, el 11% del total de Níger. En 1982 se estimaba que eran solo el 9,4% de la población, unos 397 000 tuaregs. La pérdida de un 14,5% de población se puede atribuir tanto a la hambruna (5%) como a la emigración a Argelia y Libia que siguió al periodo de sequía que mató el 80% del ganado de los tuaregs. 

### Las sequías y hambrunas de 1969-1974
Se estimó que en 1974 la hambruna provocada por el periodo de sequías precedente que se intensificó en 1972-1973, había causado la muerte de unas 100 000 personas sobre unos dos millones de población pastoral que se estimaba habitaba el Sahel, desde Mauritania al Chad. Esto supuso un 5% de mortalidad de la población ganadera saheliana que se dio sobre todo en los años 1974 y 1973.

### La evolución demográfica nómada/sedentaria y 'libre'/iklan
La proporción de nómadas sobre el total de la población tuareg se ha ido reduciendo desde tiempos coloniales. Por un lado, se ha dado un proceso de sedentarización que incluye emigración a las ciudades, y, por otro, el crecimiento vegetativo de los tuaregs nómadas es más bajo, debido a una más baja natalidad y a una más alta mortalidad, por inseguridad alimentaria así como por hallarse lejos de los centros médicos. 
La proporción entre descendientes de tuaregs libres - nobles o imghad - y descendientes de esclavos - iklan/bellah - también ha ido a favor de estos últimos, porque cuentan con más porcentaje de sedentarizados, y además su natalidad es mayor por razones culturales. En poblaciones del Sahara, la proporción entre 'libres' e iklan era de 3 a 1 o 4 a 1. En zonas del Sahel de Malía o Níger, se reducía a 1:1 o incluso 2:3. En Burkina Faso, entre los Oudalan, la proporción llegaba a 1:10.   

## Rebelión de 1916-1917
Artículo principal: Rebelión tuareg (1916-1917)

Las tropas italianas que habían ocupado en Fezzan en 1911 se retiran frente a los sanusí, y los franceses les siguen dejando parte de sus puestos militares. Esto otorga a los tuaregs puestos seguros y también armamento moderno perdido por los italianos. 
En 1913-1914 se produjo una sequía excepcional que obligó a los tuaregs del Sahara y del Sahel a descender hasta las tierras ribereñas del Níger. La sequía también afectó la producción agrícola en el Níger, fuente de suministro de mijo para la población tuareg. Los nómadas se vieron obligados a sacrificar para de su ganado para poder comer, rebaños que ya se habían visto reducidos por las autoridades coloniales que imponían pago de tributos en cabezas de ganado y la requisa de camellos para el transporte en el desierto.
Ese año estalla la Primera Guerra Mundial, y los franceses desplazan su atención y esfuerzo al escenario bélico europeo, retirando tropas y reduciendo presupuestos en territorios coloniales. 
En 1916 prácticamente todas las federaciones tuareg se rebelaron contra la ocupación francesa
La rebelión liderada por Kaocen a partir de 1917 y la posterior represión francesa, implicó bastantes cambios en la estructura de los tuaregs, ya que supuso la eliminación física de una parte importante de los miembros pertenecientes a la casta de los nobles, y un declive demográfico dada la renuencia de las mujeres nobles a casarse con miembros de otras castas más bajas. Además, alteró el orden 'clásico' en el sistema de confederaciones tuareg, aupándose aquellas tribus que cooperaron militarmente con el ejército colonial francés, como los Kel Adagh o una parte de la federación Kounta, y siendo diezmadas o relegadas a los peores terrenos de pasto por la persecución y represión de las autoridades francesas.

## Periodo post-colonial

### Conflictos estatales
Artículo principal: Rebeliones tuareg

Durante el periodo post-colonial, la relación de las diversas confederaciones tuareg con los gobiernos de los estados surgidos tras la marcha francesa ha sido en algunos casos –Malí o Níger– muy tensa, con sucesivos conflictos armados, y en otros, como Argelia, la población, si no se ha llegado a integrar totalmente en la vida social y política del estado, al menos no ha optado por defender sus reclamaciones por la vía armada.